# Qabul Kan
Qabul Kan fou un cap dels ulus (tribu) mongol, besnet de Qaidu que va viure a començaments del segle xii. Portava el títol reial (kan) el que indicava que tenia poder sobre altres tribus. Pòstumament la "Història secreta" li dona el títol imperial (Qabul kakan).
Va ser el primer que va gosar enfrontar als reis Jin (jurchen) de la Xina del nord; la llegenda el fa primer vassall dels Jin, que va ser rebut pel sobirà jurchen a Pequín, i es va comportar com un salvatge en país civilitzat, que va sorprendre el rei per menjar i beure desmesuradament, i que estirar la barba del seu amfitrió; aquest però el va perdonar i li va fer valuosos regals quan va marxar; però no va tardar a esclatar un conflicte i Qabul kan fou fet presoner pels Jin; es va escapar i va matar als oficials enviats a la seva recerca. La veracitat d'aquests fets és dubtosa i podria tractar-se de representacions al·legòriques de les lluites dels Jin i els nòmades entre 1135 i 1139, quan el general Jin Hou-cha-hou va avançar cap a l'estepa i fou derrotat pels mong-kou.
Va deixar cinc fills, segons la "Història secreta" (1240): Oqin Barkak, Bartan Bator (avi de Genguis Kan i pare de Yesugei), Qutuhtu-monnggur, Qutula Kan i Todoyan-otchigin.